# Metro w Doniecku
Ten artykuł dotyczy przyszłego wydarzenia. Informacje w nim zawarte mogą się zmienić wraz z pojawieniem się nowych faktów, a początkowe doniesienia mogą być niepewne. Ostatnie aktualizacje tego artykułu mogą nie odzwierciedlać najbardziej aktualnych informacji.
Metro w Doniecku (ukr. Донецьке метро, ros. Донецкое метро) – planowany (budowa zawieszona) system kolei podziemnej w Doniecku na Ukrainie. Jeśli powstanie, będzie czwartym takim systemem w kraju, po kijowskim, charkowskim oraz dnieprowskim. Długoterminowy plan zagospodarowania przestrzennego przewiduje zbudowanie trzech linii i 22 stacji.

Schemat sieci metra w Doniecku

## Historia i współczesność
Budowa metra miała się rozpocząć już w 1992 r., lecz z powodu złej kondycji finansowej miasta przekładano jej rozpoczęcie. Rozpoczęła się dopiero w 2000 roku, aczkolwiek wypłacanie wynagrodzeń zostało wstrzymane po 7 miesiącach, powodując strajk robotników. W 2004 rząd ukraiński zapewnił fundusze na dalszą budowę i do 2014 powstawał pierwszy odcinek I linii (czerwonej). Otwarcie pierwszego odcinka zaplanowano na koniec 2010 roku.
Budowany odcinek miał długość 9,6 km i mieścił się na nim 6 stacji. Są to: Proletarśka (Пролетарська), Czumakowśka (Чумаковська), Czerwone Misteczko (Червоне мiстечко), Muszketowśka (Мушкетовська), Liwobereżna (Лівобережна), oraz Politechnicznyj Instytut (Політехнічний інститут).
W związku z wojną w Donbasie, oraz doniesieniami z 2022 roku o ryzyku zalania nieukończonych tuneli ze strony zamkniętych kopalni węgla, budowę metra przerwano do odwołania.

## Plany na przyszłość
Budowany odcinek będzie w przyszłości częścią czerwonej linii nr 1, która ma nosić nazwę Пролетарсько-Київська, czyli proletarsko-kyjiwśka. Na jej trasie będzie 15 stacji, zaś jej całkowita długość ma wynosić 21 km. Dodatkowo mają powstać linia nr 2 niebieska – szachtarśko-makijiwśka (Шахтарсько-Макiївська) oraz linia nr 3 zielona petrowśko-czerwonohwardijśka (Петровсько-Червоногвардiйська).